# École nationale supérieure d'électronique, informatique, télécommunications, mathématiques et mécanique de Bordeaux
L’école nationale supérieure d’électronique, informatique, télécommunications, mathématique et mécanique de Bordeaux (ENSEIRB-MATMECA) est une grande école d'ingénieurs publique de Bordeaux INP.
Figurant parmi les 204 écoles d'ingénieurs françaises accréditées au 1er septembre 2020 à délivrer un diplôme d'ingénieur, elle forme des ingénieurs dans le domaine des technologies de l’information et de la communication, ainsi que dans la modélisation mécanique. Créée en 1920, elle est située à Talence, dans la banlieue bordelaise.
Depuis 2014, l'école fait partie du réseau Polyméca.

## Historique

### École nationale supérieure d’électronique, d’informatique et de radiocommunications de Bordeaux
Créée dans les années 1920, l’école s’appelle alors l’« École de Radiotélégraphie de Bordeaux » (ERB). Elle forme des ingénieurs en radioélectricité qui sont aussi des opérateurs radio.
En 1936, l’ERB devient l’« École de Radioélectricité de Bordeaux ».
En 1940, elle s'appelle « École des Applications Modernes de la Radioélectricité de Bordeaux », pour redevenir ERB en 1945.
En 1965, elle devient l’« École Supérieure d’Électronique et de Radioélectricité de Bordeaux » (ESERB), avant de devenir, en 1975, une École Nationale Supérieure d’Ingénieurs (ENSI) et de se renommer « École Nationale Supérieure d’Électronique et de Radioélectricité de Bordeaux » (ENSERB).
En 1986, l’école devient un établissement public à caractère administratif (EPA), mais est toujours rattachée à l’université.
En 2000, le nom devient « École nationale supérieure d’électronique, d’Informatique et de Radiocommunications de Bordeaux » (ENSEIRB).

### École d’ingénieurs en modélisation mathématique et mécanique
L'« école nationale d’ingénieurs en modélisation Mathématique et Mécanique » (MATMECA) est créé en 1986 en tant que magistère de l'université Bordeaux-I.
En 1997, il est créé l’« école d’ingénieurs en modélisation mathématique et mécanique » en tant qu’école interne de Bordeaux-I.
Les deux premières années de formation sont alors ouvertes au mois de septembre. Dix-huit élèves deviennent les premiers ingénieurs diplômés de l’école en 1999. Au cours de l'année scolaire 1999-2000, le flux d’élèves passe à 60.
À partir de septembre 2005, l'école adhère au concours commun Mines-Ponts (banque Mines-Ponts).

### Fusion
Au 1er avril 2009, l’ENSEIRB et MATMECA rejoignent d’autres écoles bordelaises pour former l’institut polytechnique de Bordeaux. Par la suite, elles fusionnent. En septembre 2009, une nouvelle filière par alternance appelée systèmes électroniques embarqués est créée. L’ENSEIRB-MATMECA intègre le réseau des « écoles associées » de l'Institut Mines-Télécom en janvier 2010.
Afin de regrouper l'ENSEIRB et MATMECA sur un site unique, le bâtiment de l'ENSEIRB est agrandi en 2014, portant à 20 000 m2 la surface de l'école.

Logo de l'ENSEIRB
Logo de MATMECA
Logo de l’ENSEIRB MATMECA en 2009
Logo de l’ENSEIRB MATMECA en 2014
Logo de l'ENSEIRB-MATMECA depuis décembre 2021

## Statut
L’école est une composante de l’Institut polytechnique de Bordeaux qui lui-même fait partie de la Communauté d'universités et établissements d'Aquitaine ».

## Enseignement et recherche

### Formation d'ingénieur
L’ENSEIRB-MATMECA recrute par les concours communs polytechniques, admission sur titre, via le cycle préparatoire de Bordeaux et depuis septembre 2010 sur le cycle préparatoire polytechnique des INP.
L’école délivre un certain nombre de formations d’ingénieurs, habilitées par le ministère de l'enseignement supérieur et la Commission des Titres d'Ingénieurs dans les spécialités électronique, informatique, télécommunications, modélisation mathématique et mécanique, réseaux et systèmes d’information (formation par apprentissage, en partenariat avec le CFA Sup Nouvelle-Aquitaine), systèmes électroniques embarqués (formation par apprentissage, en partenariat avec le CFA Sup Nouvelle-Aquitaine).

### Formations3ecycle
L’école propose également des formations de 3e cycle sanctionnées par l'obtention d'un Mastère spécialisé dans les domaines suivants : microelectronics system design and technology (avec ENSICAEN, ESIEE, ISEN, Polytech’Nantes et École supérieure d'ingénieurs en génie électrique) et ingénierie aéronautique et spatiale (avec ENSAM Bordeaux, ENSCBP et BEM Bordeaux Management School).

### Activités internationales
L’ENSEIRB-MATMECA possède 140 partenariats à l’international et impose une mobilité internationale de 17 semaines à ses étudiants.

### Activités de recherche
L’ENSEIRB-MATMECA dispose de cinq laboratoires qui sont des unités mixtes de recherche avec le CNRS et l’université Bordeaux-I : le laboratoire d'intégration du matériau au système, le laboratoire bordelais de recherche en informatique, l'Institut de mathématiques de Bordeaux, le laboratoire de mécanique physique et le laboratoire transferts écoulements fluides énergétique.
Elle dispose également de cinq chaires industrielles, une chaire formation et une chaire UNESCO[réf. souhaitée].

## Classements
L'école est classée comme suit par rapport aux autres écoles d'ingénieurs françaises :
| Nom                      | 2019 (Rang) | 2020 (Rang) | 2021 (Rang) | 2022 (Rang) | 2023 (Rang) | 2024 (Rang) |
| ------------------------ | ----------- | ----------- | ----------- | ----------- | ----------- | ----------- |
| L’Étudiant               |             | 33          | 32          | 34          | 31          | 27          |
| Usine Nouvelle           | 62          | 40          | 51          | 60          | 83          | 49          |
| Industrie & technologies | 25          | 15          | 25          |             |             |             |

## Associations d'élèves
L’école est composée de près de 50 clubs et associations à but humanitaire, culturel, sportif ou technique.

## Anciens élèves de ENSEIRB-MATMECA
- Olivier Le Peuch (1963), président-directeur général de Schlumberger
- Lotfi Sekkat (1964), président-directeur général du Crédit immobilier et hôtelier (CIH) et président de la Fédération des secteurs bancaire et financier (FSBF) au sein de la Confédération générale des entreprises du Maroc
- Alain Ferrasse-Palé, président-directeur général Nokia Siemens Networks France
- Anatole de La Brosse, directeur général adjoint de Sia Partners
- Adil El Youssefi (1978-), ancien PDG de Airtel Kenya, Millicom Ghana et Millicom Tchad, actuellement PDG de Liquid Telecom East Africa[12]
- Christophe Guesnet, directeur général Innovation, Développement et Sourcing chez CHANEL Parfums et Beauté
- Nicolas Béraud, fondateur Betclic
- Antoine Aoun, directeur général de Oyak-Renault Turquie
- Gael Bonnafous, fondateur de Scimob et créateur du jeu Akinator : Le Génie du web
- Abdelhamid Belahsen[13] (Promo 1968), ancien PDG de Alcatel Telecom Maroc
- Safa Nasr Eldin (1969-), ancienne ministre des Télécommunications de l'Autorité palestinienne
- Benoît Grange (Promo 2008), adjoint au maire de Pessac
- Yannick Bourdeu (Promo 1974), ancien DG de MTN Congo, MTN Yémen, Orange Botswana et actuellement PDG de Nationlink
- Mounir Elleuch (Promo 1983), directeur conseiller auprès du PDG de la Société tunisienne de l'électricité et du gaz
- Mohamed Mosbah (Promo 1989), chevalier de l'Ordre des Palmes Académiques en 2013, Officier en 2018 et nommé dans le Who's Who en 2010, vice-président de Bordeaux INP 2018-2026
- Fabrice Gomez (Promo 1992), directeur général de STMicroelectronics Maroc
- Kamil Barbarski (Promo 2002), traducteur du polonais
- Christophe Popov (Promo 2003), cofondateur de Lexoo
- Nicolas Cannasse (Promo 2003), cofondateur de Shiro Games
- Jean-Noël Olivier (Promo 2000), directeur général du numérique et des systèmes d'information chez Bordeaux Métropole
- Marouane Bahri (Promo 2011), partner chez Entrepreneur Invest
- Thomas Pinel, associé chez BearingPoint
- Mohamed Achiq, directeur général de l'Agence nationale de promotion de l'emploi et des compétences
- Thierry Caye, Chief Technology Officer et membre de l'Excom de Lectra
- Noémie Elhadad, Vice Chair of Research à Université Columbia
- Adel Belcaid, partner et Regional Practice Leader à A.T. Kearney
- Laurent Oudot, Co-CEO Tehtris
- Antoine Broto, directeur général Emmaüs Defi
- Elhoussine Elidrissi, COO Abu Dhabi Islamic Bank
- Jean-Romain Gotteland, partner chez Accuracy
- Laurent Chata, associé chez Devoteam
- Zakaria Moursli, directeur général adjoint chez La Banque Postale